# Erwig

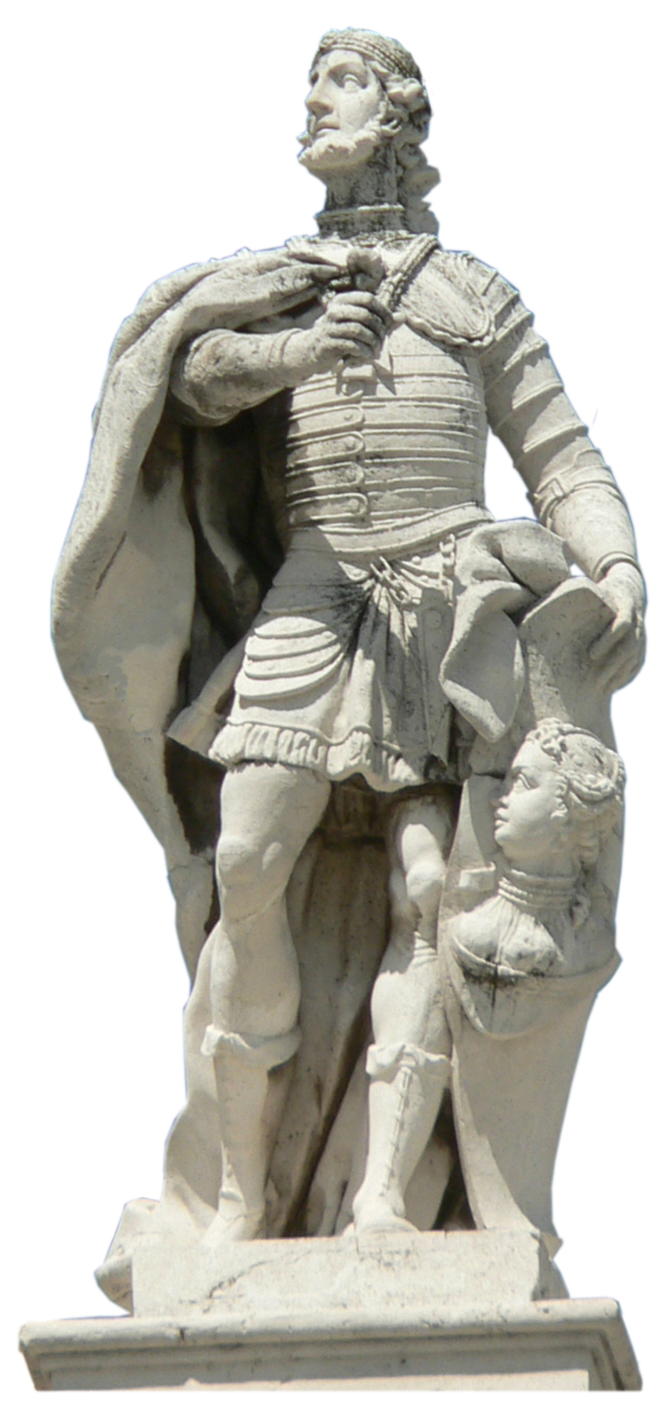
Statua Erwiga. Pałac Królewski w Madrycie.

Erwig (zm. 15 listopada 687) – król Wizygotów od 680 roku do abdykacji w 687 roku. Według pochodzącej z IX wieku Kroniki Alfonsa III był synem Chindaswinta i jego siostrzenicy Gody. Objął tron po obaleniu dotychczasowego władcy Wamby, który wstąpił do klasztoru i potwierdził swoją abdykację 14 października 680 roku. Zmiana na tronie została zatwierdzona przez XII synod toledański w styczniu roku następnego. Polityka Erwiga cechowała się dużą uległością wobec możnowładców duchownych i świeckich. Zgodził się na amnestię dla uczestników buntu przeciw Wambie w 673 roku (683), w zamian za co jego władza została zatwierdzona przez XIII (683) i XIV (684) synod toledański. Przeprowadził nowelizacje Liber Iudiciorum (listopad 681) polegająca na dodaniu sześciu własnych ustaw, trzech dekretów Wamby oraz nowelizacji osiemdziesięciu aktów prawnych z czasów Recceswinta. Powrócił też do praktykowanej za panowania Sisebuta polityki prześladowania Żydów - wydał przeciw nim dwadzieścia osiem dekretów spośród których najważniejszy z 681 roku nakazywał wszystkim Żydom przyjęcie chrztu lub opuszczenie królestwa. Przeczuwając nadchodzącą śmierć 14 listopada 687 desygnował na swego następcę zięcia Egikę (męża swej córki Cixlonii) po czym wstąpił do klasztoru, gdzie zmarł następnego dnia.